# Motilal Nehru
Pandit Motilal Nehru (Agra, 6 de mayo de 1861 – Lucknow, 6 de febrero de 1931) fue un abogado y político indio, presidente del Congreso Nacional Indio y padre de Jawaharlal Nehru. Fue el fundador de la familia Nehru-Gandhi.

## Vida personal
Motilal Nehru nació el 6 de mayo de 1861 en Agra tres meses después de la muerte de su padre Gangadhar, oficial de policía en Delhi que emigró al estallar la Rebelión de la India de 1857. Se crio con su madre Jeorani en Khetri, en el Rajastán, donde su hermano Nandial se convirtió en diwan. En 1870 Nandial dejó Khetri para ejercer de abogado en Agra y más tarde en Prayagraj. Motilal también se estableció en Prayagraj para estudiar Derecho en el  Muir Central College, después de haber cursado estudios en Kanpur con excelentes calificaciones. En abril de 1887 murió Nandial, dejando a sus 5 hijos y 2 hijas a cargo de Motilal.

## Vida política

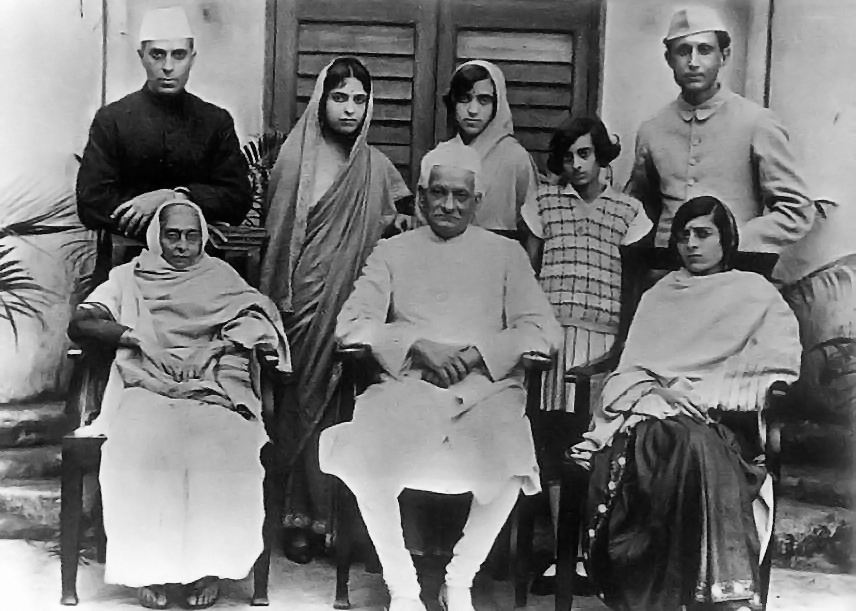
Familia de Nehru

Las incursiones políticas de Motilal fueron inicialmente esporádicas, breves y pasivas. Al gestarse la partición de Bengala, Motilal decidió tomar parte activa presidiendo la Conferencia Provincial de políticos moderados (en contraposición a los extremistas) a Prayagraj. En 1911 fue escogido miembro del Comité del Congreso de Toda la India, la asamblea que tomaba las decisiones en el Congreso Nacional Indio.
A partir de 1912 su vida política se incrementó y radicalizó. Con el descontento que generó entre muchos sectores de la sociedad india la Primera Guerra Mundial y con el encarcelamiento de Annie Besando en 1917, decidió formar parte del movimiento en favor del Home Rule, una organización para promover el autogobierno de la India. En 1919 creó el periódico Independent como reacción ante el moderado Leader. Ante las políticas oficiales y legales como la ley Rowlatt, que acabó desencadenando la masacre de Amritsar, y ante el movimiento de satyagraha ideado por Mahatma Gandhi como medida de oposición, Motilal y su hijo Jawaharlal se vieron en una encrucijada. No tardaron a decantarse para apoyar Gandhi y el movimiento independentista.
A finales de 1921 Motilal y Jawaharlal fueron encarcelados. En 1923, con Gandhi encarcelado y con el movimiento de no cooperación en decadencia, decidieron fundar el partido Swarajya junto con Chittaranjan Das.